# Um Sermão Sobre a Indulgência e a Graça

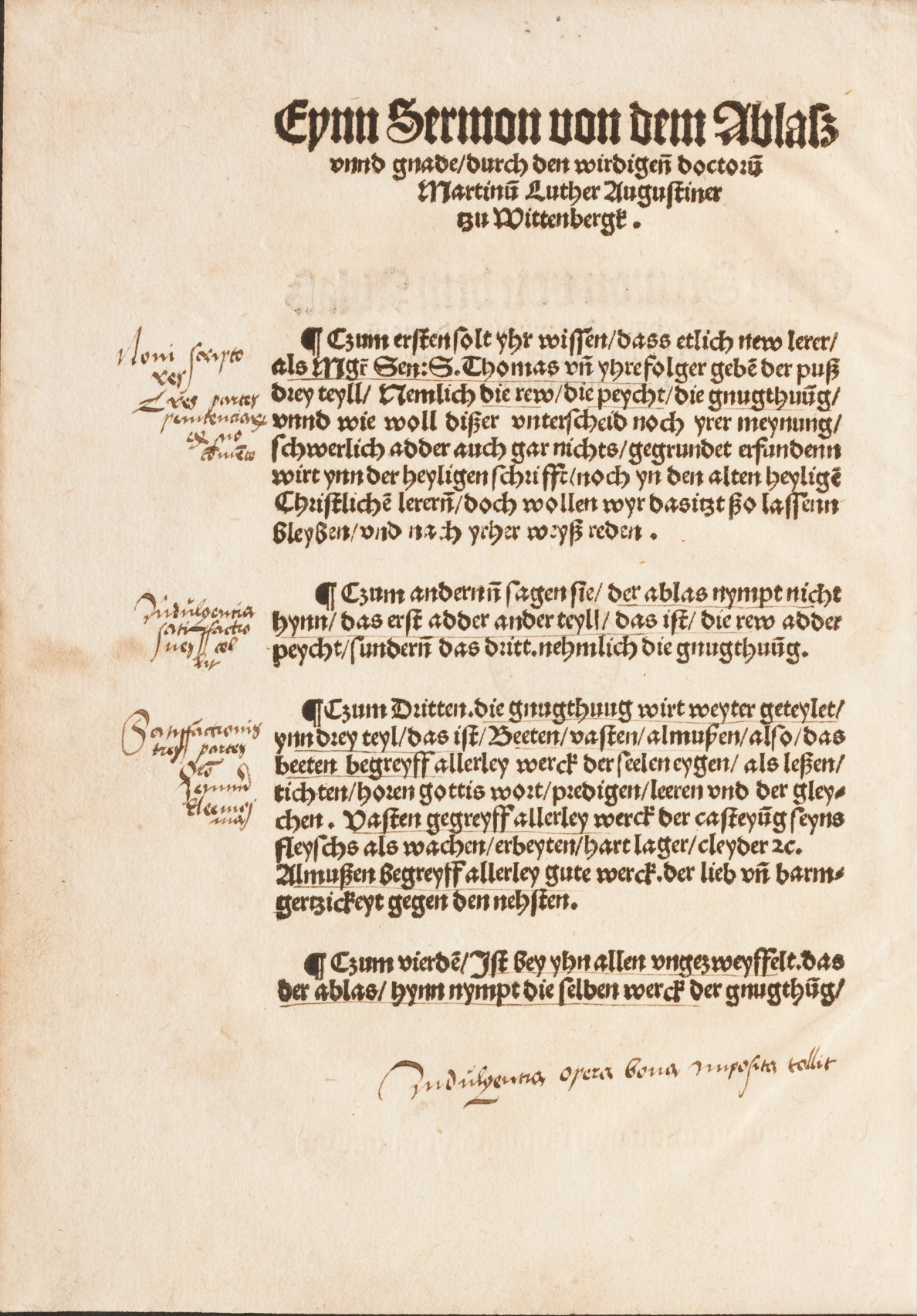
Cópia do sermão.

Um Sermão Sobre a Indulgência e a Graça (em alemão:  Eynn Sermon von dem Ablasz und Gnade) é um panfleto escrito pelo teólogo Martinho Lutero em Wittenberg como uma carta em março de 1518 e publicada em abril daquele ano.
O sermão em si foi escrito como Lutero dirigindo-se diretamente ao seu público. Ele enfatiza as boas obras e o arrependimento sincero sobre as indulgências, com Lutero criticando as indulgências como não-escriturárias e o clero católico como sendo ganancioso e desperdiçando dinheiro na Basílica de São Pedro, quando poderia ser melhor gasto com os pobres em seus próprios bairros.

## Impacto
O panfleto foi um sucesso instantâneo e foi reimpresso 14 vezes apenas em 1518, em tiragens de pelo menos 1.000 cópias. É considerado por muitos como o verdadeiro ponto de partida da Reforma Protestante. Lutero escreveu o sermão em alemão, ao contrário de suas 95 Teses (escritas em latim), e evitou o vocabulário regional para assegurar que suas palavras fossem inteligíveis em todas as terras germânicas. Isso ajudou o trabalho a chegar rapidamente a uma ampla audiência.
O sermão percorreu os principais centros do Sacro Império Romano, e o público de leitura mais amplo primeiro veio a conhecer algo de Lutero através dele. Foi descrito como "o primeiro bestseller impresso do mundo". Wolfgang Capito refletiu muito no sermão de Lutero. O sermão foi respondido por Johann Tetzel em seu Vorlegung (Apresentação) condenando vinte erros de Lutero.